# 邦家租賃集資詐騙案
邦家租賃集資詐騙案發生於2012年4月份中華人民共和國广州市。蒋洪伟成立的邦家租賃和绿色世纪保健品两家公司实际为一家公司两块牌子從事非法集資，從2009年起四年涉案集资金额高达99.5亿多元人民幣,受害人数多达23万余人,是迄今为止中国规模最大、涉案金额最高、受害人最多的金融犯罪案件。

## 老人目標詐騙
绿色世纪詐騙以中老年人为主，邦家公司的经营模式是营销人员在菜市场、商场、广场、小区等人员密集场所设立健康咨询点，提供中老年人免费体检，赠送小礼物等引诱人上钩。每周组织健康讲座，安排中老年人办理其公司的会员卡，满1000元人民幣赠送150元貴賓卡，组织会员参观考察，推销昂贵的健康产品。2007年該公司被掃蕩，分公司的总经理及会计和幾十名業務員被抓。
2009之後改頭換面推销邦家租赁公司所谓的投资计划，在廣州開設14000平方米的旗艦店，後擴散至全國18家大型旗舰店和40間分店，最遠至青島，鼓吹公司即将上市或开发项目，可以通过商家加盟形式代理汽车、家具、电器的销售和租赁，从加盟费及日常销售租赁可获取高额利润，年回报率最低为20%。投資邦家租赁10万元，即可聘用为星级兼职租赁顾问，签订星级兼职租赁顾问聘用合同、租赁合同、会员消费合同，每月发放800元“工资”，年终可以拿6000元利息，後調升至工資2000，投入40万元每月可发工資1万元。2012年後資金鏈斷裂案發，公安介入調查，28名被告人抓獲。

## 判处无期徒刑
2016年2月29日，广州市中级人民法院一审判决蒋洪伟犯集资诈骗罪，判处无期徒刑并处没收个人全部财产;其余23人被以非法吸收公众存款罪或集资诈骗罪判处有期徒刑3年缓刑4年至有期徒刑14年不等。除私用外，所集资金的六成已在发放工资和返利等龐氏詐騙過程中消失，殘存违法所得财物按比例发还各被害人。